# Прибрежный аквальный комплекс у мыса Опук и островов Скалы-Корабли
Прибрежный аквальный комплекс у мыса Опук и островов Скалы-Корабли (укр. Прибережний аквальний комплекс біля миса Опук та островів Скелі-Кораблі, крымскотат. Opuk burnu ve Yelken Qaya adaları yanındaki yalı akval kompleksi, Опук бурну ве Елькен Къая адалары янындаки ялы акваль комплекси) — гидрологический памятник природы, расположенный на территории Ленинского района (Крым). Площадь — 150 км².

## История
Статус памятника природы присвоен Решением исполнительного комитета Крымского областного Совета народных депутатов от 22.02.1972 № 97.
Является государственным памятником природы регионального значения, согласно Распоряжению Совета министров Республики Крым от 05.02.2015 № 69-р «Об утверждении Перечня особо охраняемых природных территорий регионального значения Республики Крым».

## Описание
Статус памятника природы присвоен с целью сохранения, возобновления и рационального использования типичных и уникальных природных комплексов. На территории памятника природы запрещается или ограничивается любая деятельность, если она противоречит целям его создания или причиняет вред природным комплексам и их компонентам.
Памятник природы занимает прибрежную полосу акватории Чёрного моря, что примыкает к мысу Опук и островам Скалы-Корабли — южнее села Борисовка.
Памятник природы частично (60 га) входит в состав водно-болотного угодья международного значения
«Аквально-прибрежный комплекс мыса Опук» (с 2004 года) и в границы Опукского заповедника (с 1998 года).

## Природа
Объект охраны — прибрежный аквальный комплекс (участок акватории).
Берег мыса Опук абразивный. Акватория у мыса с надводными и подводными камнями. Скалы-корабли — четыре мэотических известняковых рифа (Элькен-Кая, Каравия, Петра-Каравия, Эльчен-Кая), высотой 10—20 м.
На побережье сосредоточены галофитные биоценозы, в акватории — морские макрофиты. Аквально-прибрежный комплекс имеет большое значение для водоплавающих птиц, как места для гнездования и миграции. Аквальный комплекс — важное место нереста, нагула и зимовли местных видов рыб. В акватории обитают например такие виды, как
черноморская морская свинья (Phocoena phocoena relicta), афалина (Tursiops truncatus), длинномордый тюлень (Halichoerus grypus), каменный краб (Eriphia verrucosa), мраморный краб (Pachygrapsus marmoratus), волосатый краб (Pilumnus hirtellus). Встречаются краснокнижные виды черноморский морской конёк (Hippocampus guttulatus microstephanus), пескара бурая (Callionymus pusillus), жёлтая тригла (Chelidonichthys lucernus), черноморская кумжа (Salmo trutta labrax), белуга (Huso huso ponticus), русский осётр (Acipenser giildenstadt).